# Муна
Муна е река в Азиатската част на Русия, Източен Сибир, Република Якутия (Саха), ляв приток на Лена. Дължината ѝ е 715 km, която ѝ отрежда 93-то място по дължина сред реките на Русия.
Река Муна се образува от сливането на реките Улахан Муна (лява съставяща) и Орто Муна (дясна съставяща), водещи началото си от североизточната част на Средносибирското плато, на 409 m н.в., в централната част на Република Якутия (Саха), като за начало се приема река Улахан Муна. След образуването си долината на Муна се стеснява, ширината на едностранната ѝ заливна тераса не превишава 300 m, а руслото ѝ е праволинейно. След това, да устието на левия ѝ приток Чукар долината ѝ става още по-тясна, V-образна и дълбоко всечена в околния терен. В средното течение (между устията на реките Чукар и Мунакан) долината ѝ ту се разширява, ту се стеснява, появяват се меандри, едностранна заливна тераса, бързеи и малки пясъчни острови. В този участък руслото ѝ се разширява до 100 m. След устието на Мунакан долината на Муна става много тясна, със стръмни скалисти брегове, всечена дълбоко (до 60 m) в околния релеф. В долното течение долината ѝ се разширява, но остава дълбоко всечена в скалните породи, а руслото ѝ достига до 300 m ширина. В последните 24 km Муна навлиза в пределите на широката долина на река Лена, появява се обширна (до 3,5 km) заливна тераса, по която реката силно меандрира и се дели на ръкави. Влива се отляво в река Лена, при нейния 606 km, на 21 m н.в.
Водосборният басейн на Муна има площ от 30,1 хил. km2, което представлява 1,2% от водосборния басейн на река Лена и се простира в централна част на Република Якутия (Саха).
Границите на водосборния басейн на реката са следните:
- на северозапад – водосборния басейн на река Оленьок, вливаща се в море Лаптеви;
- на север – водосборния басейн на река Моторчуна, ляв приток на Лена;
- на югоизток – водосборните басейни на реките Кюлянгке и Линде, леви притоци на Лена;
- на юг – водосборния басейн на река Тюнг, ляв приток на Вилюй.

Река Муна получава множество притоци с дължина над 10 km, като 4 от тях са с дължина над 100 km:
- 267 ← Мунакан 198 / 4070
- 229 → Северная 238 / 5190
- 179 → Билях 114 / 1570
- 16 ← Хахчан 221 / 3250

Подхранването на реката е основно снежно. Пълноводието ѝ е в края на май и през юни, а през лятото в резултат на поройни дъждове са наблюдават епизодични прииждания. Среден многогодишен отток в устието 40 m3/s, което като обем се равнява на 1,262 km3/год. Муна замръзва в края на ноември или началото на декември, а се размразява в края на април или началото на май. В горното течение замръзва до дъно.
По течението на реката няма постоянни населени места. Плавателна е на 100 km от устието.